# My All
My All è un brano musicale scritto e prodotto dalla cantautrice statunitense Mariah Carey e da Walter Afanasieff per il settimo album della Carey Butterfly del 1997.
My All è stato registrato anche in lingua spagnola con il titolo Mi todo.
Il brano è costruito intorno ai ritmi latini di chitarrae percussioni nella prima parte della canzone, per poi assumere uno stile più R&B. La protagonista del brano dichiara che lei darebbe tutto, per passare una ultima notte con il suo ex-compagno, il testo è maturo e emotivo.
Il brano è stato pubblicato come quinto singolo estratto da Butterfly nel 1998, ed è diventato il tredicesimo singolo al numero uno nella Billboard Hot 100, ottenendo grandi consensi anche nel resto del mondo.

## Il video
Il video prodotto per My All è stato girato completamente in bianco e nero a Porto Rico, ed è stato uno degli ultimi video diretti dal fotografo Herb Ritts prima di morire. Il video, pubblicato nel 1998, vede la Carey in diverse location, compresa una in cui la cantautrice è in una enorme conchiglia, riferimento al famoso quadro di Sandro Botticelli La nascita di Venere. Del video ne esiste anche una versione rimontata perché si adattasse al Classic Club Radio Mixx, mentre una versione completamente nuova è stata diretta da Diane Martell per il remix So So Def, in cui compaiono anche Jermaine Dupri, Lord Tariq, e Peter Guns.

## Tracce
CD Maxi Single
1. My All - 3:51
2. My All (Classic Radio Mix) - 4:20
3. My All (Classic Club Mix) - 9:11
4. My All (Morales "My" Club Mix) - 7:08

## Versioni ufficiali
| - My All [Album Version] 3:52 - My All ['My' Club Mix] 7:10 - My All [Classic Club Mix] 9:15 - My All [Classic Club Radio Mix] 4:17 - My All [Full Crew Main Mix] 4:39 - My All [Full Crew Main Mix Instrumental] 4:40 - My All [Full Crew Main Mix w-o Rap] 4:39 - My All [Full Crew Radio Mix] 3:57 - My All ['Def' Club Mix] 7:16 - My All [Def Instrumental] 7:01 | - My All-Stay Awhile [So So Def Remix - No LTPG] 3:48 - My All-Stay Awhile [So So Def Remix Instrumental] 4:42 - My All-Stay Awhile [So So Def Remix A Cappella] 4:44 - My All-Stay Awhile [So So Def Remix - No LTPG & No JD] 3:43 - My All-Stay Awhile [So So Def Remix] 4:44 - Mi Todo [Album Version] 3:49 - Mi Todo [Version Mi Fiesta] 4:29 - Mi Todo [Por Una Noche Mas En Los Clubs] 7:02 - Mi Todo [Por Una Noche Mas Instrumental] 3:24 - Mi Todo [Version Por Una Noche Mas] 3:24 - Mi Todo [Fiesta Mix] 4:31 - Mi Todo My All [Remix] 3:43 |

## Classifiche
| Classifica (1998)                              | Posizione più alta |
| ---------------------------------------------- | ------------------ |
| Australia                                      | 39                 |
| Brasile                                        | 4                  |
| Canada                                         | 9                  |
| Francia                                        | 6                  |
| Germania                                       | 30                 |
| Israele                                        | 1                  |
| Paesi Bassi                                    | 32                 |
| Norvegia                                       | 15                 |
| Svezia                                         | 14                 |
| Svizzera                                       | 7                  |
| Regno Unito                                    | 4                  |
| Stati Uniti Hot 100                            | 1                  |
| Stati Uniti Hot R&B/Hip-Hop Singles & Tracks 1 | 4                  |
| Stati Uniti Hot Dance Club Play                | 5                  |
| Stati Uniti Adult Contemporary                 | 18                 |

### Classifiche decennali
| Classifica (1990–1999) | Posizione |
| ---------------------- | --------- |
| Stati Uniti            | 99        |